# Nederlandse Taalunie

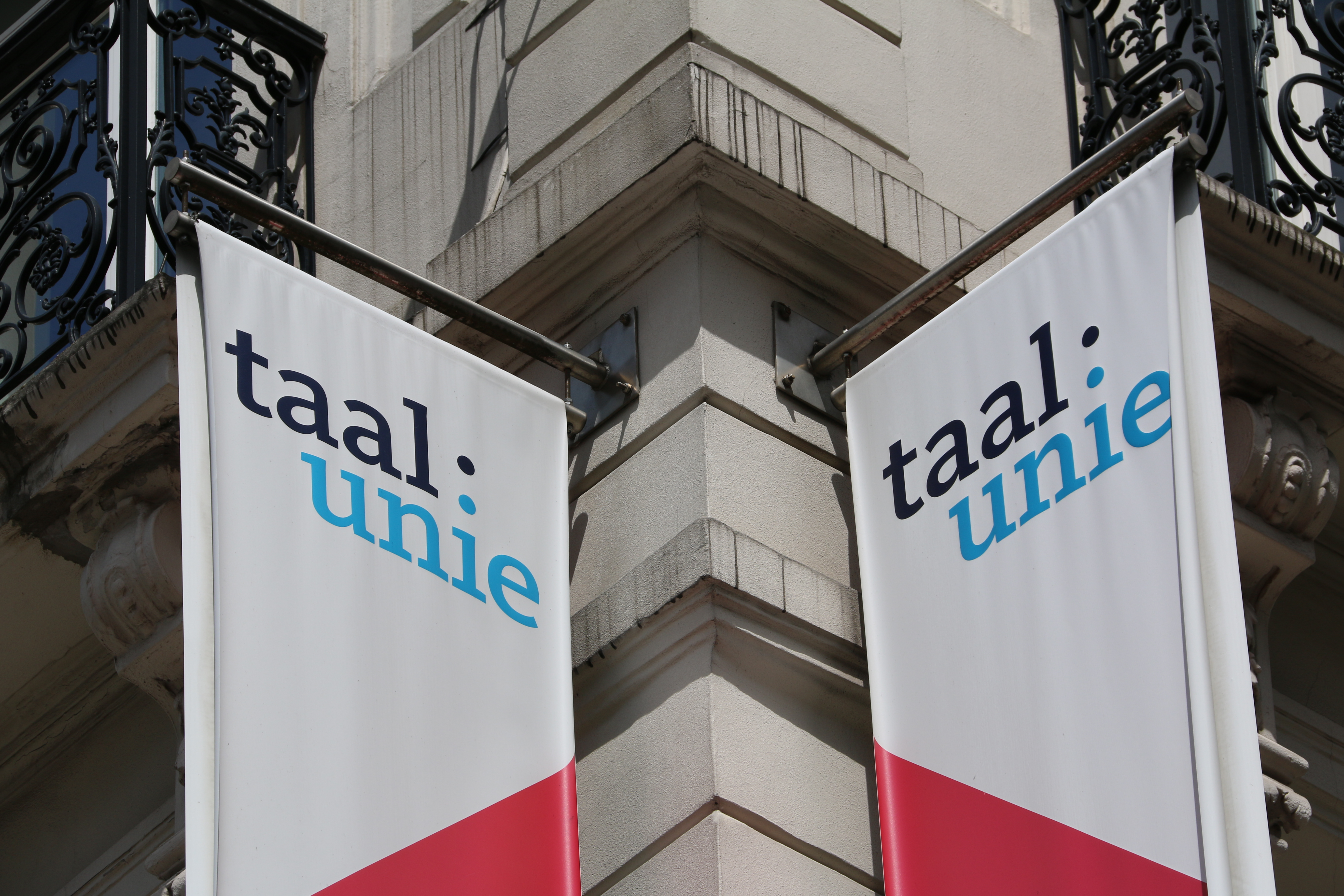

De Nederlandse Taalunie (door het instituut zelf ook wel als Taalunie aangeduid) is een kennis- en beleidsorganisatie voor de Nederlandse taal. Zij werd in 1980 opgericht door de Nederlandse en Belgische overheden ten behoeve van een gemeenschappelijk beleid op het gebied van de Nederlandse taal en letteren in Nederland, Vlaanderen en Suriname.

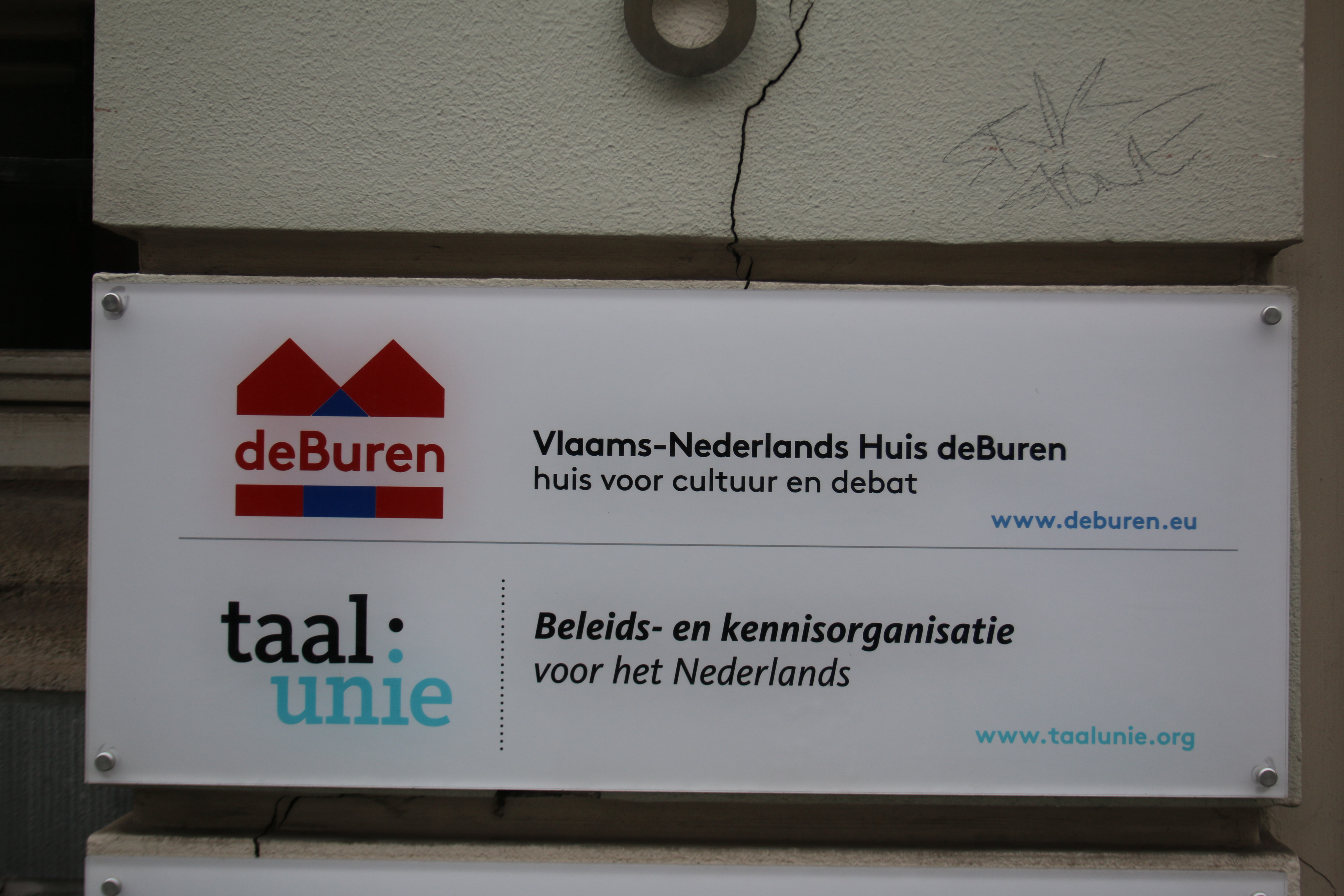

De Taalunie werkt ook op diverse terreinen samen met het Caribisch deel van het Koninkrijk der Nederlanden.

## Structuur
Het Comité van Ministers legt het beleid vast in vijfjarenplannen die in jaarlijkse actieplannen worden uitgewerkt. Het Comité bestond uit de Vlaamse en Nederlandse bewindslieden van cultuur en onderwijs: Ingrid van Engelshoven, Nederlands minister van Onderwijs, Cultuur en Wetenschap, Arie Slob, Nederlands minister voor Basis- en Voortgezet Onderwijs en Media, Ben Weyts, Vlaams minister van Onderwijs en Jan Jambon, Vlaams minister van Cultuur.
Het Algemeen Secretariaat van de Taalunie bereidt het beleid voor, werkt daarvoor samen met deskundigen en commissies en voert vervolgens de beleidsbeslissingen van het Comité van Ministers uit. De Raad voor de Nederlandse Taal en Letteren (RNTL) adviseert het Comité van Ministers over het te voeren beleid. Verder controleert de Interparlementaire Commissie (IPC), samengesteld uit Nederlandse en Vlaamse volksvertegenwoordigers, de werking van de Taalunie. De organen werken samen met diverse samenwerkingsverbanden, werkgroepen en commissies.
Het hoofdkantoor van de Taalunie bevindt zich in de Paleisstraat in Den Haag. In Brussel heeft de Taalunie een kantoor in de Leopoldstraat, in hetzelfde gebouw als deBuren, waarmee de Taalunie regelmatig samenwerkt.

## Werking
Met het ondertekenen van het Taalunieverdrag, officieel het Verdrag tussen het Koninkrijk der Nederlanden en het Koninkrijk België inzake de Nederlandse Taalunie, werd op 9 september 1980 te Brussel de Nederlandse Taalunie opgericht.
De Taalunie blijft pleiten voor een integraal taalbeleid, iets wat volgens haar noodzakelijk is "om te zorgen dat het Nederlands een volwaardige taal blijft die in alle maatschappelijke domeinen wordt gebruikt." De Taalunie heeft als hoofdtaken taalbeleid, taalgebruik en taalinfrastructuur.

## NVT-onderwijs
De Taalunie ondersteunt het NVT-onderwijs (Nederlands als vreemde taal) in het reguliere basisonderwijs en voortgezet onderwijs in de aangrenzende regio's en landen van het Nederlandse taalgebied. Het gaat hier meer bepaald om België (Wallonië en Brussel, ongeveer 350.000 leerders), Frankrijk (Hauts-de-France, circa 8.000 leerders) en Duitsland (Noordrijn-Westfalen en Nedersaksen, circa 40.000 leerders). Daarnaast ondersteunt de Taalunie de internationale neerlandistiek. Wereldwijd studeren ongeveer 14.000 studenten aan meer dan 130 universiteiten en hogescholen Nederlands en/of Nederlandse taal-, letter- en cultuurkunde.

## Taalhulp

### Het Groene Boekje
De Taalunie geeft onder andere het Groene Boekje uit, waarvan de eerste versie in 1865 onder de titel Woordenlijst voor de spelling der Nederlandsche taal verscheen. In oktober 2005 verscheen een geactualiseerde versie. Begin juni 2008 deelde de Taalunie mee dat er in 2015 geen nieuwe herziening van de spelling zou komen. Er zou wel een nieuw Groen Boekje worden uitgegeven, maar dit zou alleen een aantal nieuwe woorden bevatten.

### Taaladvies.net
De website Taaladvies.net is eigendom van de Nederlandse Taalunie, Team Taaladvies van de Vlaamse overheid, het Instituut voor de Nederlandse Taal (INT) en de Taaladviesdienst van Onze Taal. Op de site staan adviezen van taaladviseurs en andere deskundigen die zijn besproken en goedgekeurd door het Taaladviesoverleg of de Commissie Spelling van de Nederlandse Taalunie. Het Taaladviesoverleg is een door de Taalunie ingesteld werkverband van deskundigen uit de praktijk van het taaladvies, auteurs van taalkundige naslagwerken en tekstproducenten uit Nederland en Vlaanderen.
De adviezen bestaan voor het grootste deel uit concrete vragen die vaak gesteld worden door taalgebruikers van het Nederlands, met daarbij behorende antwoorden. Ook bevat de site algemenere teksten, over bijvoorbeeld algemene grammaticale principes en het schrijven van brieven. De adviezen worden voortdurend geëvalueerd en waar nodig bijgewerkt, bijvoorbeeld omdat er zich in het Nederlands taalgebied nieuwe ontwikkelingen hebben voortgedaan.
De Taalunie benadrukt dat de gegeven adviezen niet 'officieel' zijn, in die zin dat ze geen kracht van wet of ander bindend karakter hebben. Wel zijn de regels voor de spelling officieel vastgelegd door de Taalunie voor onderwijs en overheid, waarmee de spellingsadviezen op Taaladvies.net in overeenstemming zijn met de regels van de officiële spelling.
Op verzoek van de Nederlandse Taalunie heeft het Taaladviesoverleg in 2020 de werkgroep 'Genderinclusief taalgebruik' ingesteld om bestaande adviezen waarin gender aan de orde komt zo nodig te herschrijven en om nieuwe adviezen te schrijven over genderbewuste taal, onder andere over functie- en rolbenamingen, de aanhef in brieven en e-mails en persoonlijke voornaamwoorden. De adviezen worden zo mogelijk gebaseerd op wetenschappelijk onderzoek.

### Overig
Daarnaast heeft de Taalunie ook een breed aanbod van taalhulp op haar website: algemeen taaladvies, het digitale groene boekje (de officiële woordenlijst) en advies over aardrijkskundige namen, grammatica en begrijpelijke taal.

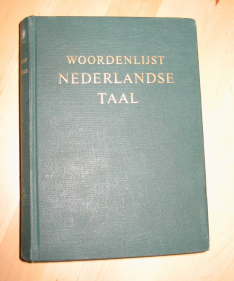
Het Groene Boekje (1954)

## Geassocieerde leden en samenwerking
Artikel 20 van het Taalunieverdrag bepaalt dat onder voorbehoud van voorafgaande goedkeuring van de Hoge Verdragsluitende Partijen, andere staten die aan activiteiten van de Taalunie wensen mede te werken een associatieovereenkomst kunnen sluiten.
Op 12 december 2003 tekenden Nederland en Suriname een associatieovereenkomst. De ratificatie door het parlement van Suriname vond in december 2004 plaats. In 2007 werd er een associatieovereenkomst gesloten met de Nederlandse Antillen. Caribisch Nederland valt inmiddels onder verdragspartner Nederland. De Nederlandse Taalunie werkt op diverse terreinen ook nog steeds samen met Curaçao. In november 2013 hernieuwden Aruba en de Nederlandse Taalunie hun uit 2011 daterende raamovereenkomst voor samenwerking op het gebied van de Nederlandse taal.
Op 20 november 2010 werd in Brugge de intentieverklaring tot samenwerking ondertekend tussen Zuid-Afrika en de Nederlandse Taalunie. In januari 2014 werd bekend dat de Zuid-Afrikaanse regering de in 2010 gesloten intentieverklaring betreurde en dat ze wilde afzien van verdere samenwerking. In september 2014 riep de Digitale Bibliotheek voor de Nederlandse Letteren (DBNL) een zelfstandige afdeling Zuid-Afrikaanse literatuur in het leven. De opbouw van de DBNL is mogelijk gemaakt door financiële steun van onder andere NWO en de Nederlandse Taalunie.

## Prijsuitreikingen
Sinds 1986 is de Prijs der Nederlandse Letteren bij de Taalunie ondergebracht. Deze prijs bestaat sinds 1956 en wordt eens in de drie jaar uitgereikt voor oorspronkelijk Nederlandstalig proza of poëzie. Het Comité van Ministers van de Nederlandse Taalunie benoemt de onafhankelijke jury die de prijs toekent. De Taalunie reikt verder jaarlijks de Taalunie Toneelschrijfprijs uit aan een schrijver van een Nederlands toneelstuk dat in het theaterseizoen daarvoor in première is gegaan. Ten slotte kent de Taalunie de Inktaap, een literaire prijs die jaarlijks door scholieren uit de bovenbouw van het middelbaar en voortgezet onderwijs wordt toegekend aan een van de door de Taalunie genomineerde boeken. Naar aanleiding van de gang van zaken rond de toekenning van Prijs der Nederlandse Letteren 2007 heeft de schrijver Jeroen Brouwers zich zeer kritisch over de Nederlandse Taalunie uitgelaten in zijn polemisch pamflet Sisyphus' bakens, Feuilletons 8, 2009.

## Steunpunt Nederlandstalige Terminologie
Het Steunpunt Nederlandstalige Terminologie werd op 1 april 2007 opgericht door de Nederlandse Taalunie en is in de eerste plaats een informatie- en adviespunt voor alle aspecten rond terminologie voor het hele Nederlandse taalgebied. Het steunpunt onderhoudt in opdracht van de Nederlandse Taalunie de website NedTerm, die fungeert als primaire informatiebron op het gebied van Nederlandstalige terminologie. Het ondersteunt bovendien het terminologiebeleid dat de Nederlandse Taalunie voert via haar Commissie Terminologie (CoTerm) en de activiteiten van de Vlaams-Nederlandse terminologievereniging NL-Term.

## Algemeen secretaris
- 1982-1984: B.J.E.M. de Hoog
- 1984-1992: Oscar De Wandel
- 1993-1997: Greetje van den Bergh
- 1998-2004: Koen Jaspaert
- 2004-2012: Linde van den Bosch
- 2013-2017: Geert Joris
- 2017-2020: Hans Bennis
- 2020-2023: Kris Van de Poel[12]
- 2023-2024 Luc Delrue (ad interim)
- 2024- Gunther van Neste